# Jean Jacod

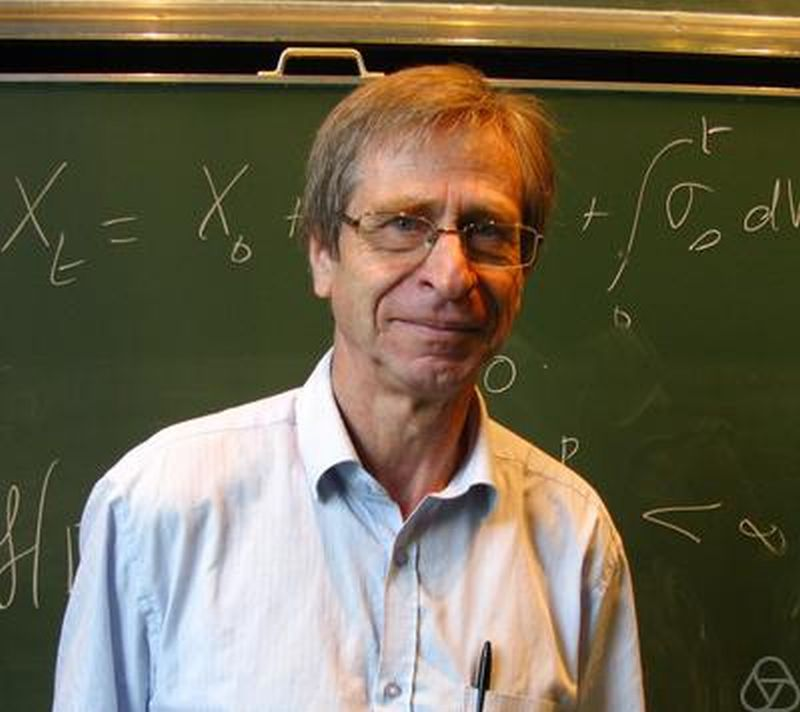
Jean Jacod 2011

Jean Jacod (* 1944) ist ein französischer Mathematiker, der sich mit Stochastik befasst.
Jean Jacod studierte an der École polytechnique mit dem Abschluss 1965. Er promovierte bei Jacques Neveu und habilitierte sich (Doctorat d’Etat) 1972 an der Universität Paris VI. Danach war er sechs Jahre an der École des Mines (Centre de Morphologie mathématique) in Paris und war dann Professor an der Universität Rennes. Ab 1983 war er an der Universität Paris VI (Pierre et Marie Curie) und leitete dort 1987 bis 2000 die Abteilung Wahrscheinlichkeitstheorie.
Er befasst sich mit stochastischer Analysis (Malliavin-Kalkül) und stochastischen Prozessen (Grenzwertsätze).
2007 erhielt er den Gay-Lussac-Humboldt-Preis. Von 2007 bis 2009 war er Präsident der Bernoulli Society.

## Schriften
- Calcul stochastique et problèmes de martingales, Lecture Notes in Mathematics, Springer 1979
- mit Albert Nikolajewitsch Schirjajew: Limit theorems for stochastic processes, Grundlehren der mathematischen Wissenschaften 288, Springer 1987, 2. Auflage 2003
- mit Philip Protter: Probability Theory Essentials, Springer 2000
- mit Klaus  Bichteler, Jean-Bernard Gravereaux: Malliavin calculus for processes with jumps, Gordon and Breach 1987
- mit P. Protter: Discretization of Processes, Springer 2011